# Consulta popular para convocar a referéndum contra la despenalización del aborto en Uruguay
La consulta popular sobre la despenalización del aborto en Uruguay se celebró el 23 de junio de 2013, sobre toda la república. La misma consistió en consultar a la población si habilitar un referéndum, para derogar en su totalidad la ley N° 18.987, en referencia a la interrupción voluntaria del embarazo por parte de la mujer, sancionada el 22 de octubre del 2012.
La elección no fue obligatoria, y fue habilitada gracias a la recolección de firmas realizada a principios del 2013 del 2% del total de habilitados a votar del Uruguay.
Para lograr la habilitación del referéndum, era necesario obtener el 25% de votos a favor y de haberse obtenido dicho resultado, se hubiera habilitado de forma obligatoria el referéndum para mantener o derogar en su totalidad la ley, en el mes de octubre del mismo año. Finalmente, las adhesiones a la consulta popular alcanzaron 8,92% de los habilitados para votar, muy por debajo del 25% requerido para habilitar un referéndum obligatorio sobre este tema.

## Papeleta
Para dicha elección se contó con una sola papeleta habilitada por la Corte Electoral cuyo texto especificaba:

Interpongo el recurso de referéndum contra la totalidad de la Ley N° 18.987, de 22 de octubre de 2012 (interrupción voluntaria del embarazo).

## Campaña electoral
La recolección de firma fue propuesta por sectores del Partido Nacional, aunque la encabezó el diputado Pablo Abdala. Dicha recolección logró la cantidad de firmas necesarias rápidamente y las mismas fueron entregadas a la Corte Electoral pocos meses después de lanzada la campaña.
Una vez habilitada las firmas comienza campaña publicitaria apoyada por grupos católicos, algunos sectores del Partido Nacional y del Partido Colorado y algunas organizaciones civiles, como Uruguay por la vida.
En paralelo surgió una campaña en contra, llamada "Yo no voto, ¿y vos?", impulsada por sectores del Frente Amplio y otras organizaciones civiles, entre ellas, MYSU (Mujer y Salud en Uruguay) y Cotidiano Mujer, entre otras.
También jugó un papel muy importante las redes sociales, donde bajo los hashtags, la campaña se hizo aún más mediática.
La comisión nacional Pro Referéndum, a través de su web, lanzó una campaña de adhesión y spot publicitarios, donde contaba con presencia de figuras conocidas en el ambiente uruguayo, como Claudia Fernández, Sara Perrone, Mario Saralegui, Juan Carlos López, Julio Frade, entre otros. También participa en este spot, el cura Gonzalo Aemilius, conocido por ser uno de los invitados principales, cuando asumió el pontificado Francisco I.
El 17 de junio de 2013, Claudia Fernández se retractó y pidió al conjunto Pro Referéndum ser quitada del video promocional de la campaña, aunque aclaró que sí iría a votar.
Algunos de los principales políticos que votaron a favor de la convocatoria fueron: Pablo Mieres, Pedro Bordaberry, Luis Lacalle Pou, Pablo Abdala, Jorge Batlle, Tabare Vázquez,
José Amorín Batlle, Sergio Abreu, Jorge Larrañaga,
Jorge Gandini y Javier García. Los únicos expresidentes que no apoyaron el referéndum fueron Julio María Sanguinetti y José Mujica.

## Resultado
La consulta popular alcanzó un 8,92% de adhesión, por lo que no se alcanzó el objetivo planteado, y no se convocó a referéndum. La Ley se mantuvo vigente tal cual como fue sancionada.
- Habilitados: 2.620.772
- Votos: 240.109
  - A favor: 233.683
  - En blanco: 1.408
  - Anulados: 390
  - Observados: 4.628

El resultado fue interpretado como que la ciudadanía uruguaya no deseaba ser consultada sobre el tema y delegaba su regulación al parlamento. Días previos a la instancia de prereferendum Equipos Consultores indicaba una mayoría en contra de la ley, y Opción Consultores una mayoría a favor. Ningún proyecto para la derogación de la despenalización del aborto fue presentado desde entonces.